# Arnaud Dolmen
Arnaud Dolmen (* 4. Oktober 1985 in Paris) ist ein französischer Jazzmusiker (Schlagzeug, Perkussion)

## Leben und Wirken
Dolmen kehrte mit fünf Jahren mit seinen Eltern nach Guadeloupe zurück. Dort erlernte er die Trommel Ka, auf der die traditionelle Gwoka-Musik interpretiert wird, und dann Schlagzeug unter der Leitung von Georges Troupé. Als Jugendlicher gehörte er zum Orchestre Kimbòl, mit dem er auf Festivals (wie Orchestrades de la Caraïbe) auftrat und bei Fernsehübertragungen mitwirkte. 2003 zog er nach Toulouse, um sein Musikstudium an der Dante Agostini Drum School unter Leitung von Daniel Dumoulin fortzusetzen. Gleichzeitig absolviert er einen Kurs in Buchhaltung. Fünf Jahre später, frisch diplomiert und mit dem ersten Preis der Schule ausgezeichnet, begann er seine professionelle Karriere bei Franck Nicolas (Maman Gwada, Psychodelic Trio); weiterhin trat er mit Alain Jean-Marie, Jean-Christophe Maillard, Michel Alibo und Mario Canonge auf. Dann spielte er bei Soft.
Vermittelt durch Sonny Troupé arbeitete er mit Jacques Schwarz-Bart. Parallel dazu leitete er von 2004 bis 2013 Jazzprojekte wie das Trio Zetliyo (das auch die Sängerin Sia Tolno begleitete und so 2011 als Vorgruppe für Cesária Évora eröffnete) und das FDH TRIO (mit dem Pianisten Thibaud Dufoy und dem Bassisten Elvin Bironien), das 2012 das Album Le libre du hazard? mit den Gästen Jacques Schwarz-Bart, Mino Cinelu und Sonny Troupé aufnahm. Im Quintett Nono Experiment (mit Jonathan Jurion, Ralph Lavital, Sylvain Joseph und Damien Nueva) spielte er ein Jahr lang im Pariser Baiser Salé. Mit seinem eigenen Quartett spielte er ab 2014; 2017 legte er sein Debütalbum Tonbé Lévé unter eigenem Namen vor. Er gehört auch zu den Rhythms of Resistance von Naïssam Jalal und ist zudem auf Alben von Jean-Rémy Guédon, Grégory Privat, Sonny Troupé, Charlotte Wassy, Annick Tangora und Yosuke Onuma zu hören.

## Diskographie
- 2020 Adjusting[3] (Gaya Music Production)[4] mit Leonardo Montana, Samuel F'hima, Francesco Geminiani, Ricardo Izquierdo, Adrien SanchèzGraham Haynes, Carlos Ward, Mark Helias, Don Cherry (auf einem Track); enja

## Belege
1. ↑  https://musicians.allaboutjazz.com/arnauddolmen
2. ↑  Benannt nach dem Schlagzeuger Dante Agostini.
3. ↑  https://www.radiofrance.fr/francemusique/podcasts/open-jazz/arnaud-dolmen-le-sens-de-l-ajustement-9358148
4. ↑  https://arnauddolmen.bandcamp.com/album/adjusting

| Personendaten    | Personendaten                                      |
| ---------------- | -------------------------------------------------- |
| NAME             | Dolmen, Arnaud                                     |
| KURZBESCHREIBUNG | französischer Jazzmusiker (Schlagzeug, Perkussion) |
| GEBURTSDATUM     | 4. Oktober 1985                                    |
| GEBURTSORT       | Paris                                              |